# Lijst van voetballers - G
Dit is een lijst van voetballers met een artikel op Wikipedia van wie de achternaam begint met de letter G.

## Ga

### Gaa
- Anton Gaaei
- Jordan van der Gaag
- Mitchell van der Gaag
- Louis van Gaal
- Thomas Gaardsøe

### Gab
- Luis Gabelo Conejo
- Romulus Gabor
- Gabri
- Drago Gabrić

### Gaj
- Saša Gajser

### Gal
- Bader Eldin Abdalla Galag
- Konstantinos Galanopoulos
- Luis Galarza
- Sergio Galarza
- Tomáš Galásek
- Hugo Galeano
- Juan Jairo Galeano
- Eugene Galeković
- Barry van Galen
- Jules Gales
- Goran Galešić
- Marinko Galič
- Milan Galić
- Aarón Galindo
- Mario Galindo
- Maykel Galindo
- Mario Galinović
- Hans Galjé
- Joop Gall
- Kevin Gallacher
- Tony Gallacher
- Jesús Gallardo
- Filippo Galli
- Niccolò Galli
- Rubén Galván
- Tony Galvin

### Gam
- Valerică Găman
- Cristian Gamboa
- Miguel Ángel Gamboa

### Gan
- Seweryn Gancarczyk
- Johannes Gandil
- Claude Ganser
- Frank Ganzera

### Gao
- Lounès Gaouaoui

### Gap
- Dominic Gape

### Gar
- José Eulogio Gárate Ormaechea
- Juan Carlos Garay
- Mario Garba
- Paulo Garcés
- Alexis García
- Arturo García
- Carlos García
- David García
- Fran García
- Gilberto García
- Gonzalo García García
- Juan Enrique García
- Luis García Sanz
- Luwamo Garcia
- Juan Carlos García
- Óscar Boniek García
- Pablo Gabriel García
- Radamel García
- Rafael Garcia
- Richard Garcia
- Anselmo García Mac Nulty
- Safan Garden
- Craig Gardner
- Ricardo Gardner
- Dan Gargan
- Łukasz Garguła
- Alejandro Garnacho
- Lizardo Garrido
- Luis Garrido
- Garrincha

### Gas
- Paul Gascoigne
- Shkëlzen Gashi
- Yarek Gąsiorowski
- Luca Gasparotto
- Gian Piero Gasperini
- Felix Gasselich

### Gat
- Joshua Gatt
- Gennaro Gattuso

### Gau
- Bryan Gaul

### Gav
- Eddie Gaven
- José Gavica
- Hernán Gaviria
- Mario Gavranović

## Gb
- Yann Gboho
- Sylvain Gbohouo

## Ge
- Theodor Gebre Selassie
- Mike de Geer
- Eric Gehrig
- Dennis Geiger
- Ben van Gelder
- Jérémy Gelin
- Régis Genaux
- Francisco Gento
- Finidi George
- Fricson George
- Leroy George
- Gène Gerards
- Andres Gerber
- Alhaji Gero
- Steven Gerrard
- Ben Gerritsen
- Dennis Gerritsen
- Maico Gerritsen
- Patrick Gerritsen
- André van Gerven
- Dariusz Gęsior
- Rudy Gestede

## Gh
- Karim Ghazi
- Pietro Ghedin
- Abdelkader Ghezzal
- Nabil Ghilas
- Sorin Ghionea
- Saman Ghoddos
- Faouzi Ghoulam

## Gi

### Gia
- Marco Giampaolo
- Stelios Giannakopoulos
- Giannis Gianniotas

### Gib
- Cory Gibbs
- Morgan Gibbs-White
- Darron Gibson

### Gie
- Niko Gießelmann

### Gig
- Ryan Giggs

### Gij
- Cor van der Gijp

### Gil
- Luis Gil
- Sebastião Gilberto
- Tim Gilissen
- Rashidi Gilkes
- Stéphane Gillet
- Christoph Gilli
- Cor Gillis
- Billy Gilmour

### Gim
Christian Giménez

### Gin
- David Ginola

### Gio
- Bruno Giorgi

### Gir
- René Girard
- Alain Giresse
- Jean-Paul Girres
- Olivier Giroud

### Giv
- Shay Given

### Giz
- Piotr Giza

## Gj
- Borce Gjurev

## Gl
- Justen Glad
- Primož Gliha
- Miloš Glonek
- Oscar Gloukh
- Michael Glowatzky
- Igor Gluščević

## Gn
- Wilfried Gnonto
- Assane Demoya Gnoukouri

## Go

### Gob
- Alper Göbel

### God
- Paul Goddard
- Joey Godee
- Diego Godín
- Mika Godts

### Goe
- Frank Goergen
- Aleksander Goeroeli
- Gija Goeroeli
- Oleg Goesjev

### Gog
- Akaki Gogia
- Kachaber Gogitsjaisjvili
- Gogita Gogoea
- Gotsja Gogritsjiani

### Goi
- Andoni Goikoetxea
- Ion Andoni Goikoetxea

### Goj
- Amer Gojak

### Gol
- Paweł Golański
- Bjarne Goldbæk
- Rodrigo Goldberg

### Gom
- Saleh Gomaa
- Tomislav Gomelt
- Heurelho Gomes
- Fernando Gomes
- Ricardo Gomes
- Gabriel Gómez
- Gabriel Enrique Gómez
- Gildardo Gómez
- Gustavo Gómez
- Hérculez Gómez
- Hernán Darío Gómez
- Mario Gómez
- Rónald Gómez
- Kevin Gomez Nieto
- Vicente Gómez

### Gon
- Diogo Gonçalves
- Gökhan Gönül
- Aníbal González
- Domingo González
- Giancarlo González
- Heberth González
- Hugo González
- Jorge González
- Juan Diego González-Vigil
- Leonardo González
- Leonardo Alberto González
- Marcos González
- Omar Gonzalez
- Pedro González
- Ricardo González
- Washington González

### Goo
- Clarence Goodson
- Courtney Goodson
- Bart Goor
- John Goossens
- Noël Goossens
- Roy Goossens
- Tony Goossens
- Patrick Goots

### Gop
- Thijmen Goppel

### Gor
- Jacek Góralski
- Alan Gordon
- Anthony Gordon
- Craig Gordon
- Andreas Görlitz
- Andoni Gorosabel
- Dean Gorré
- Donny Gorter
- Kevin Görtz

### Gos
- Rinus Gosens
- Robin Gosens
- Jean-Jacques Gosso

### Got
- Beka Gotsiridze
- Jefferson Gottardi

### Gou
- Alain Gouaméné
- Yoan Gouffran
- Kenneth Goudmijn
- Morgan Gould
- Frédéric Gounongbe
- Christian Gourcuff
- Yoann Gourcuff

### Gov
- Dejan Govedarica

## Gr

### Gra
- Edwin de Graaf
- Mirko Grabovac
- Patricio Graff
- Esteban Granados
- Samuel Grandsir
- Andreas Granqvist
- Hans-Ulrich Grapenthin
- Marco Grassi
- Giannis Gravanis
- Ryan Gravenberch
- Michael Gravgaard
- Andre Gray
- Archie Gray
- Ariel Graziani
- Francesco Graziani

### Gre
- Jimmy Greaves
- Ian Gray
- Kristaps Grebis
- Julian Green
- Harry Gregg
- Dominik Greif
- Clément Grenier
- Vratislav Greško
- Julian Gressel

### Gri
- Antoine Griezmann
- Joel Griffiths
- Vincenzo Grifo
- Stanislav Griga
- Will Grigg
- Florian Grillitsch
- Jostein Grindhaug
- Christian Grindheim
- Freddy Grisales

### Gro
- Bruce Grobbelaar
- Bradley Grobler
- Frode Grodås
- Joël Groff
- Thomas Grøgaard
- Niclas Grönholm
- Jesper Grønkjær
- Ernst Grönlund
- Tommi Grönlund
- Stef Gronsveld
- Henk Groot
- Pleun de Groot
- Melvin Grootfaam
- Gyula Grosics
- Jay-Roy Grot
- Gheorghe Grozav
- Nenad Grozdić

### Gru
- Brajan Gruda
- Andy Gruenebaum
- Spira Grujić

### Gry
- Paulius Grybauskas
- Zdeněk Grygera

### Grz
- Dariusz Grzesik

## Gu

### Gua
- Jorge Guagua
- Davide Gualtieri
- Juan Guamán
- Andrés Guardado
- Josep Guardiola
- Fredy Guarín

### Gub
- Ralph Gubbins

### Gud
- Nebojša Gudelj
- Nemanja Gudelj
- Eiður Guðjohnsen
- Bjarni Guðjónsson
- Joey Guðjónsson
- Jóhann Berg Guðmundsson

### Gue
- Abdelaziz Ali Guechi
- Adlène Guédioura
- Nabil Guelsifi
- Javi Guerra
- Roger Guerreiro
- Fernando Guerrero
- José Guerrero
- Julen Guerrero
- Miguel Guerrero
- Joffre Guerrón
- Raúl Guerrón
- Dumas Guette
- Carlos Guevara
- Fabián Guevara
- Babacar M'Baye Gueye
- Idrissa Gueye

### Gui
- John Guidetti
- Francesco Guidolin
- Bernard Guignedoux
- Guilherme
- Luis Guilherme
- Alexandre Guimarães
- Bruno Guimarães
- Rafik Guitane

### Gul
- Fredrik Gulbrandsen
- Ľubomír Guldan
- Kellen Gulley
- Ruud Gullit

### Gum
- Robert Gumny

### Gun
- Angus Gunn
- Chris Gunter
- Cato Guntveit

### Gup
- Steve Guppy

### Gus
- Mugur Radu Guşatu
- Adnan Gušo
- Simon Gustafson
- Erkki Gustafsson
- Roger Gustafsson

### Gut
- Zbigniew Gut
- Olof Guterstam
- Jonás Gutiérrez
- Kenner Gutiérrez
- Teófilo Gutiérrez
- Torsten Gütschow

### Guv
- Yiğithan Güveli

### Guz
- Brad Guzan
- David Guzmán
- Ever Guzmán
- Jonathan de Guzman
- Julian de Guzman
- Víctor Guzmán
- Richárd Guzmics

## Gv
- Ivan Gvozdenović

## Gy
- Christian Gyan
- Joe Gyau
- Daniel Gygax

A · B · C · D · E · F · G · H · I · J · K · L · M · N · O · P · Q · R · S · T · U · V · W · X · Y · Z